# Jack Reed
Francis John "Jack" Reed (nascido em 12 de novembro de 1949) é um político norte-americano membro do Partido Democrata, o mais antigo senador de Rhode Island e o 41º mais antigo dos Estados Unidos.

## Infância e Juventude
John Francis “Jack” Reed nasceu em 12 de novembro de 1949, é filho de Mary Louise e Joseph Anthony, e é formado em direito pela La Salle Academy.Reed foi militar do exérctito dos Estados Unidos entre 1971 a 1979, onde foi capitão.

## Carreira política

### Senador estadual (1985-1991)
Reed foi eleito senador estadual pelo 102º distrito de Rhode Island em 1984, ocupou o cargo entre 1985 a 1991.

### Congressista (1991-1997)
Foi representante do 2º distrito de Rhode Island, entre 1991 a 1997.

### Senador do Rhode Island (1997-presente)
Reed foi eleito senador em 1996, com 63,3% dos votos, assumindo o cargo em 3 de janeiro de 1997, foi reeleito em 2002 com 78% dos votos, e em 2008 com 73% dos votos, atualmente é o 33º senador mais antigo dos Estados Unidos.